# Favintiga camphorae
Favintiga camphorae är en insektsart som beskrevs av Matsumura 1912. Favintiga camphorae ingår i släktet Favintiga och familjen dvärgstritar. Inga underarter finns listade i Catalogue of Life.